# Моголистан
Моголистан (монг. Mongɣol Ulus; перс. مغولستان‎) — средневековое тюрко-монгольское государство, образовавшееся в середине XIV века в результате распада Чагатайского улуса. Территория Моголистана включала Восточный Туркестан, Тянь-Шань и Семиречье. В китайской историографии принято обозначение — «Восточное Чагатайское ханство».

## Название
Государство, образованное в 1347 году на востоке бывшего Улуса Чагатая, получило название «Могулистан» (перс. مغولستان‎ — «Страна могулов») и «Мамлакат-и Моголистан» (перс. مملکت مغولستان‎ — «Государство Моголистан»). Могулы, являвшиеся привилегированным господствующим кочевым населением Моголистана, с гордостью называли своё государство «Монггхол Улус» (монг. ᠮᠣᠩᠭᠣᠯ ᠤᠯᠤᠰ — «Монгольское государство»).

## Этимология
Территории современного Восточного Туркестана, юго-восточного Казахстана, Кыргызстана были выделены в улус Чагатаю и Угэдэю. В данном регионе сохранялся кочевой быт, на эти земли откочевало большое количество монгольских племён в сравнении с другими регионами Монгольской империи. При превосходящей численности тюркских народов, монгольские племена довольно скоро подверглись тюркизации и растворились в окружении этнически близких им тюркских кочевников. При этом как писал В. В. Бартольд, есть «некоторые указания, что язык моголов был монгольским; ещё в начале XVI века».
После распада Чагатайского улуса на два отдельных государства в середине XIV века термин «чагатай» сохранилось только за западным государством (государством Тимура) и его населением. Жители двух новообразованных государств по причине взаимной неприязни называли друг друга разными уничижительными именами, а именно: чагатаи называли моголов — джете (от тюркского «разбойник»), а моголы чагатаев — караунасами (от монгольского «метис»).
Этнический состав Моголистана образовали местные тюркские и тюрко-монгольские племена, переселившиеся из Центральной Азии. Известно, что этими племенами управляли ханы из отюреченных монголов. Этническое название «могол» касалось лишь определённой части населения Моголистана. Моголы — историческая тюркоязычная общность кочевых племён преимущественно монгольского происхождения, выступавшая в качестве господствующего класса в государстве Моголистан. Закреплению этнонима «могол» в Чагатайском улусе и, в дальнейшем в Моголистане, видимо, способствовало стремление могольской знати на первых поpax сохранить кочевые традиции и подчеркнуть преемственность власти чингизидов.
В китайском справочнике персидских (и чагатайских) терминов — (會館) хуэйхуэйгуан зази — составленному в эпоху Мин, даётся перевод этнонима «могол»:
| А | مغول                                                                   |
| Б | 韃靼 — идеографическая передача строки А                               |
| В | 卯斡勒 — послоговая транскрипция фоноидеографическими знаками строки А |
| Г | Постимперские монголы — значение строки Б                              |
| Д | МФА: mau.wo.lɣ — произношение строки В на стандартном китайском        |
| Е | муғул — транслитерация строки А современным таджикским алфавитом       |

Китайская идеограмма (韃靼, Dada) в строке Б означает «татары» то есть тюрки, в отличие от идеограммы (蒙古, Menggu) — монголы.
В западной историографии употребляется термин — Turco-Mongols.

### Употребление термина Могулистан/Моголистан
В «Тарих-и Хамиди» — историческом труде написанным уйгурским историком Муллой Муса Сайрами в 1908 году, название данного региона было описано как «Moghulistan Yurti yaki Yette Sheher» (уйг. موغۇلىستان يۇرتى ياكى يەتتە شەھەر) что переводится как Страна Могулистан, или Семигородье.
Такое же названия для своей родины использовал и другой уйгурский историк — Мухаммад Садик Кашгари, который отмечал что город Яркенд является столицей Могулистана.
Автор одного из уйгурских переводов «Тарихи Рашиди» (XIV век) Мухаммад Нияз в своём предисловии к данной работе также называет Яркенд как «край пренадлежащий к области Могулистан».
Мирза Шах-Махмуд Чурас в своё труде «Анис ат-талибин» приводя жизнеописание суфийского шейха Исхак Ходжи во время его странствования по городам Кашгарии во времена правления Мухаммад-хана (1591—1610), пишет далее:
В [стране] Чира (область близ города Хотан) есть селение под названием Кук-Гунбад. Мухаммад-хан [послал туда человека и] просил его высокостепенство благочестивого [Ходжу Исхака] пожаловать в Аксу. Его святейшество благочестивый [Ходжа Исхак] в добрый час с божьим благословением оставил одно свое рубище и одну головную повязку в своем ханаке в Чира.

Все жители Моголистана, испрашивая благословения, делают обход [вокруг этой обители].

## История

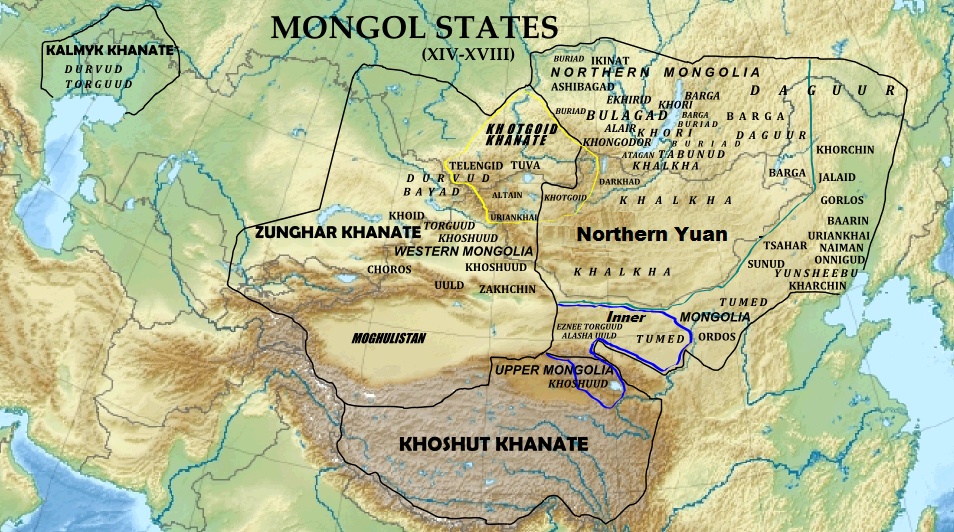
Монгольские государства в XIV—XVIII веках: Монгольский каганат, Джунгарское ханство, Хошутское ханство, Хотогойтское ханство, Калмыцкое ханство и Моголистан

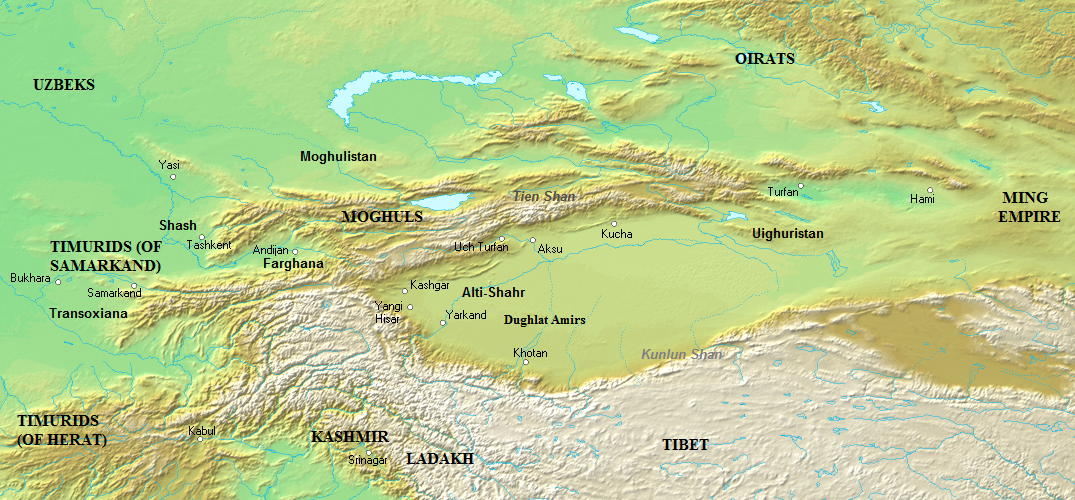
Моголистан в 1450 г.

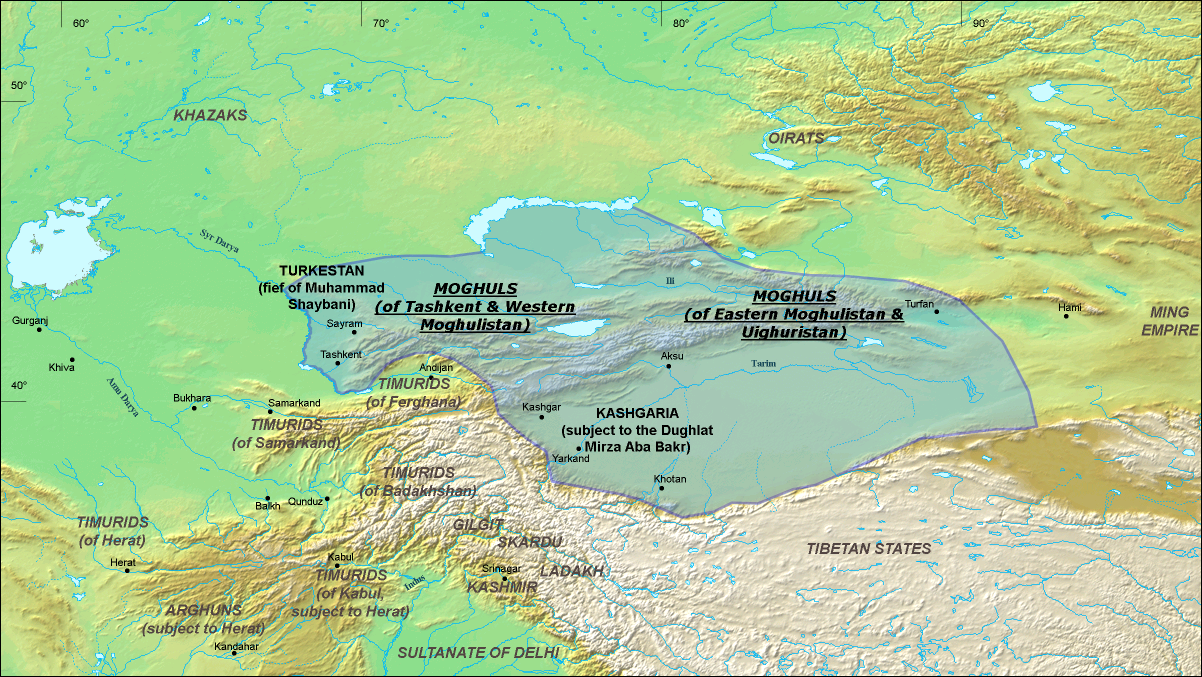
Моголистан в 1490 г.

### Образование
Наиболее подробные сведения об истории Моголистана приводит Мухаммад Хайдар в сочинении Тарих-и Рашиди. После смерти чагатаида Казан-хана, противника кочевого быта, племенная верхушка могольских родов принимает решение образовать независимое от чагатаидов государство. Центром нового государства становится владение Манглай-Субе, в состав которого, по утверждению Мухаммед Хайдара, входили Кашгар, Яркенд, Хотан, Касан, Андижан и др. Исследователи относят владение Манглай-Субе к тюрко-монгольскому племени дуглат. В Тарих-и Рашиди термин «дуглат» Мухаммад Хайдаром также упоминается в значении звания:

Когда настал день, то первым вызвали эмира Тулака, который являлся предком сего раба [по материнской линии] и имел тогда звание дуглата.
Поскольку во всех монгольских государствах по традиции ханом мог быть только чингизид, эмир Пуладчи, создавая самостоятельное государство, поставил во главе ханом 18-летнего Туглук-Тимура. Первый правитель Моголистана был возведён эмиром Пуладчи на ханский престол в Аксу в 1347/1348 году.

### Моголистан
Политическая история Моголистана заполнена феодальными войнами, усобицами, отражением нападений со стороны соседних государств.
Первый правитель государства Туглук-Тимур (1347—1362) для укрепления власти государства провёл ряд административных, политических и экономических реформ, ввёл ислам, который использовал как орудие управления. В 1360 году он воспользовался нарушением порядка в Мавераннахре и своей легитимностью как потомка Чагатая, чтобы вторгнуться в регион и взять его под свой контроль, тем самым временно воссоединив два ханства. В 1361 году Туглук-Тимур ненадолго завоевал весь Мавераннахр. Однако, несмотря на вторжение во второй раз в 1361 году и назначение его сына Ильяса-ходжи наместником Мавераннахра, Туглук-Тимур не смог удержать прочное влияние в регионе, и моголы были в конечном итоге изгнаны эмирами Хусейном и Тимуром (Тамерланом), которые затем боролись между собой за контроль над Мавераннахром.
При сыне Туглук-Тимура Ильяс-Ходже (зима 1362/1363—1365/6) в Моголистане начинается период политической раздробленности. Ильяс-Ходжа делал попытки усилить ханскую власть, но усиление междоусобной борьбы привело к раздроблению государства на отдельные владения (улусы): в Тариме господствовал эмир Камар ад-Дин, Илийской долиной, Центральным Тянь-Шанем и Тарбагатаем управлял Анка-торе. Правление чагатаидов в Моголистане было временно прервано переворотом Камара ад-Дина, который, вероятно, убил Ильяса-Ходжу в 1368 году и нескольких других чагатаидов. Моголы Анка-торе воевали с Тамерланом, который несколько раз вторгался в Моголистан, но не смог заставить его жителей подчиниться. Согласно Маджму ат-Таварих, улус Анка-торе включал киргизские и кипчакские роды.
В 1368 году Хизр-Ходжа-хан захватил Уйгурское Турфанское идыкутство и включил Турфан в состав Моголистана.

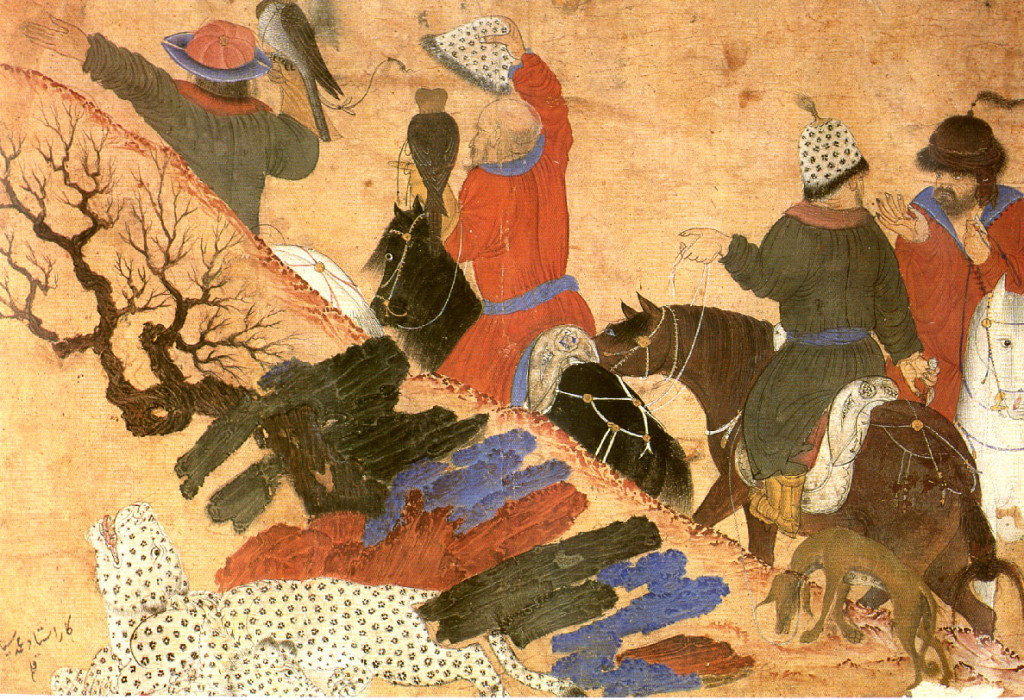
Могольские воины Султан-Ахмад-хана I на соколиной охоте. Миниатюра из «Шейбани-наме» Мухаммед Салиха (XVI в.)

В 1370—1380-е годы Тамерлан совершил около десятка грабительских набегов на Моголистан. В 1371—1372 годах он лично выступил в поход на Моголистан, дойдя до Сегиз-Игача в Прииссыккулье, захватил большое количество пленных и добычу, после чего вернулся. В 1375 году Тамерлан дошёл до Или, через Сайрам, Таласскую долину вглубь Семиречья. В 1377 году войсками Тамерлана был дважды разбит эмир Камар ад-Дин: первый раз в предгорье Каратау; второй — в Боомском ущелье, на пути из Чуйской долины к озеру Иссык-Куль. Моголы послали прошение о помощи минскому императору Хунъу. Хотя военный союз не был достигнут, Империя Мин открыла караванную торговлю в Моголистан, значительно обогатив моголов, которые собирали зекет (налог) с прибыльной торговли Великого шёлкового пути. Эта торговля открыла эру экономического и культурного обмена с Китаем в обмен на то, что государство приняло (как считала Мин) статус данника Мин.
К концу 1380-х годов сложился политический союз правителей Моголистана с улусом Джучи против Тамерлана. В результате изнурительной борьбы с агрессией Тамерлана Моголистан распался на уделы. Правитель Моголистана Хизр-Ходжа (1389—1399) вынужден был признать зависимость от Тамерлана. В первой половине XV века усилилась раздробленность и Тимуриды продолжили притязать на земли Моголистана. Хан вынужден был перенести свою столицу из Алмалык в город Турфан.
Ханская власть упрочилась при сыне Хизр-Ходжы Мухаммад-хане I (1408—1416). При нём удалось вернуть земли в долинах рек Чу и Талас. На время утихли междоусобицы. Мухаммад-хан I продолжил политику исламизации кочевых племён.
В первой половине XV века на восточные рубежи Моголистана начались набеги ойратов. Борьбу с ними организовал Султан-Увайс-хан (1418—1421, 1424/5—1429). Он вынужден был перенести свою ставку из Турфана в город Алмалык в Семиречье.

### Распад государства
В 1470—1472 годах ойраты разгромили войска Йунус-хана, правителя Моголистана. В 1484 году он захватил Ташкент у Тимуридов.
После смерти Султан-Увайс-хана всё более начали проявляться признаки упадка Моголистана. В последовавшей междоусобной борьбе победу одержал сын Султан-Увайс-хана Эсен Буга-хан (1429—1461).
Во второй половине XV и начале XVI веков последующие правители Моголистана (Султан-Ахмад-хан, Мансур-хан) пытались укрепить положение, но постоянные смуты и междоусобные войны ослабили государство. Известно, что некоторая часть моголов присоединилась к Бабуру и приняли участие в завоевании Индии, в числе которых был прославленный полководец Чин-Тимур, сын Султан-Ахмад-хана. Автор Тарих-и Рашиди Мухаммад Хайдар также ушёл в Индию, где завоевал Кашмир и правил им от имени Бабуридов.
В 1470-х годах в результате вторжения Уч-Тэмура на территориях западного Моголистана был основан улус, преимущественно состоящий из киргизских племён. После ухода ойратов Уч-Тэмура киргизы признавали власть Султан-Ахмад-хана и Султан Халил-хана, в 1508 году после смерти Халил-хана киргизами был поднят на трон Мухаммед-киргиз, основав киргизский улус на бывших землях западного Моголистана (Семиречье, Тянь-Шань).
В 1514 году Султан-Саид-хан, двоюродный брат Бабура по матери, во главе пятитысячного войска через Торугартский перевал (близ озера Чатыр-Куль) вторгся в Тарим. Разбив войска Мирзы Абу Бакра, он захватил Кашгар, Яркенд, Хотан, Аксу, Кусан и основал независимое ханство Мамлакат-и Могулийе (Могулия) со столицей в Яркенде. В 1516 году Султан-Саид-хан формально признал старшинство своего брата Мансур-хана, хана Центрального и Восточного Моголистана.
В середине XVI века могольские ханы окончательно были вытеснены из Семиречья и Тянь-Шаня совместными усилиями киргизов и казахов.
В результате распада государства Моголистан власть туглуктимуридов переместилась в Кашгарию, где они создали новое государство. В Семиречье укрепилось Казахское ханство, а на Тянь-Шане — Кыргызское ханство. Казахстанский историк К. А. Пищулина пишет, что появление Казахского и Кыргызского ханств отразило стремление населения Семиречья и Тянь-Шаня к собственной государственности, отразило внутренние социальные и этно-политические процессы развития кочевого и полукочевого населения этих областей.

## Денежная система
Монетные дворы, в которых чеканились монеты, существовали в Чагатайском улусе и улусе Хайду. Некоторые из них продолжали действовать и на территории Моголистана. В Ошском кладе монет, найденный в 1953 году, были обнаружены монеты различных городов, в том числе и Кашгара, датированные между 1420—1458/1459 гг.
Всемогольский хан — Махмуд, чеканил в Ташкенте серебряные монеты «танга». Однако, редкость данной серебряной монеты, по мнению О. А. Брагина и А. О. Батракова, свидетельствует об очень кратком периоде чекана и минимальных объёмах выпуска. Серебряные монеты чеканились в Ташкенте от имени Султан Махмуд-хана в 1487—1504 гг.

## Население
Родоплеменной состав моголов включал в себя как местные тюркские, так и пришлые тюрко-монгольские народы и племена, переселившиеся в результате монгольского завоевания Средней Азии: арканут, арулат, баарин, балыкчи, барак-итарчи, барки, барлас, дуглат, дохтуй, карлук, булгачи, калучи, канглы, кереит, кончи, кунгират, кушчу, кипчак, киргиз, кытай, мекрит, найман, нойгут, сулдуз, черик, чеграк, чорос. До XV века все они были известны под общим этнонимом «могол». Начиная с XV века, в результате нашествия Тамерлана, вторжения ойратов и междоусобной борьбы, начался процесс обособления народностей и последующего поглощения могольских племён киргизами, казахами и предками современных уйгуров.
Тюркоязычный массив могульских племен, в том числе племена Алтая и Сибири, некогда составляли единство под общим этнонином «кыргыз». Вероятно большая часть могульских племён хранила память об их далеком «киргизском» прошлом. Относить к «киргизскому» происхождению следует относить не только современных киргизов Тянь-Шаня, но и весь массив могульских племён. Этноним «кыргыз» в древнюю и домонгольскую эпоху пережил те же преобразования, которому подвергались и другие этнонимы как «татар», «монгол», «сюнну», «тюрк», «уйгур» и др.
С середины XIV в. до середины XVI в. протекала консолидация местного тюркоязычного населения домонгольской эпохи, могульских племён и прибывших иж Иртышско-Енисейского междуречья киргизских племён. Эта консолидация протекала с тенденцией массовой ассимиляции могулов киргизами, который прогрессировал по мере миграции киргизов из Восточного Тянь-Шаня и последующим распространением киргизского этноса по Тянь-Шаню в XV в. Со второй половины XVI в. процесс ассимиляции принял наибольший размах, что в последующие два столетия остатки могульских племён, не ушедших в Восточный Туркестан подверглись полному «окиргизованию» во всех отношениях.
Племена могулов, подобно другим тюркским кочевым народам, состояли из двух родоплеменных частей — левое крыло (тюрк. сол кол; монг. джавангар, араб. майсара‎) и правое крыло (тюрк. он кол; монг. бурангар, араб. маймана‎). Племена, принадлежавшие к одному крылу, составляли строгую иерархию и отличались друг от друга по старшинству. В зависимости от старшинства представили родовой знати располагались в строгом порядке на различных церемониях. В зависимости от уровня статуса племени его представитель садился ближе к хану, и наоборот. Подобная практика соблюдалась во время военных походов и коллективных охот.
В формировании современной уйгурской народности могульский пласт стал самым крупным. С сложения могульского этноса он вступил в взаимодействие с уйгурским этносом, который в его теперешнем виде оформился еще в домонгольское время. Уйгуры были под политическим господством могулов, однако в количественном отношении могулы значительно уступали уйгурам. В связи с этим взаимодействия двух этносов проходили ассимиляцией могулов уйгурами. Могулы постепенно утратили свой язык кыпчакского типа и восприняли новый язык карлукского типа. Ассимиляция протекала и в культурном отношении, могулы постепенно отказывались от кочевой жизни в пользу оседлой.

## Религия
Хотя Моголистан и был объявлен религиозными авторитетами «дар аль-исламом» («территорией ислама» или «мусульманской страной»), тем не менее какая-то часть оседлого и кочевого населения страны все еще придерживалась древних местных верований. Это касалось, в частности, киргизов. По словам Мирзы Хайдара Дуглата, «киргизы также из сообщества могольских племен», но моголы поголовно приняли ислам и слились с мусульманами, а киргизы так и остались в неверии и по этой причине отмежевались от моголов. В этом заключалось, по мнению историографа моголов, главное различие между ними. В XVI веке киргизы отделились от могольского государства; у них не было своих ханов, а были только беки, которых называли «кашка»; по словам османского автора конца XVI века Сейфи Челеби, киргизы — «кочевники и родственны моголам, и они не были „ни мусульманами, ни кафирами“».
Окончательное утверждение ислама среди жителей и подданных Могольского государства с центром в Яркенде, относится к рубежу XVI—XVII веков и связано с успехами суфийских деятелей из ордена Накшбандия: шейха Махдуми Азама (ум. 1542), шейха Лутфаллаха Чусти (ум. 1572) и Исхака Ходжи (ум. 1599).

### Ислам
Ислам стал фактором государственной жизни Моголистана только при правлении первого хана Моголистана, Туглук-Тимура (1347—1363). Согласно известиям исторических книг («Шаджарат ал-атрак»), это важное в истории страны событие имело место вскоре после возвращения Туглук-Тимур-хана в Моголистан из его второго похода на Мавераннахр в 1361 году. Согласно известиям других источников («Шаджара-йи тюрк»), Туглук-Тимур-хан принял ислам в 1353 году в возрасте 24 лет. По словам Мирзы Хайдара Дуглата, Туглук-Тимура обратил в ислам Маулана Аршад ад-Дин, сын шейха Джамал ад-Дина. Вместе с ханом мусульманскую веру приняли также многие беки и эмиры со своими воинами. По словам Мирзы Мухаммада:
Лучи Ислама поглотили мрак неверия и ислам распространился в юрте Чагатай хана. <Слава Аллаху и благодарение ему>, что по сей день счастье ислама прочно в том высокопоставленном семействе. После этого счастливый хан в противоположность своим предкам проявил старание в укреплении религии, как об этом будет сказано. Эти рассказы я слышал от Маулана Ходжа Ахмада, <да освятит Аллах его тайну>, человека обаятельного. У моголов нет больше сведений, кроме этого рассказа о том, что Туглук Тимур хан стал мусульманином благодаря Маулане Аршад-ад-Дину.
Несмотря на официальную поддержку, распространение ислама в Моголистане шло медленно. Показательно, что даже среди представителей Туглуктимуридов были немусульмане: в частности, дочь Хизр-Ходжа-хана (ум. 1399), жена Тамерлана, по словам Ибн Арабшаха, была христианкой. Да и рядовые моголы второй половины XIV века, по утверждениям тимуридских источников, «в большинстве своем были лишены украшения исламской веры», и потому их западные соседи, чагатаи, называли своих восточных соседей кафирами («нечестивцами»).
В первой половине XV веке ислам упрочил свои позиции в Моголистане. Особые заслуги в распространении ислама приписывают Мухаммад-хану (1407—1416), который насильно заставлял своих подданных носить чалму, а непослушным вбивались в голову подковные гвозди.
Только во второй половине XV века, при Юнус-хане (ум. 1487), ревностном мусульманине, к тому же получившем основательное мусульманское образование в Персии (Ширазе), западные соседи моголов, чагатаи, нашли возможным признать их мусульманами, и на моголов было распространено правило, соблюдавшееся при войнах между мусульманами: военнопленных в рабство не продавать.

### Буддизм
Однако и стараний Мухаммад-хана с Юнус-ханом не хватило сделать их Могулистана полноценную мусульманскую страну. В 1420 году, по рассказам послов эмира Шахруха в Китай, во многих городах Восточного Туркестана молитвенные здания ислама соседствовали с буддийскими храмами уйгуров. Так, в Турфане горожане, по свидетельству послов, были большей части «иноверцами — поклонялись идолам и имели большой буддийский храм, очень красивый. Там было много изваяний, новых и старых. На переднем возвышении находилось большое изваяние, которое было, как утверждали, фигурой Шакьямуни (Будды)» . В августе 1420 году послы прибыли в Комул и из слов Хафизи Абру: 
В этом городе эмиром Фахр ад-Дином была построена большая мечеть. Напротив мечети был сооружен огромный буддийский храм, в котором находилось большое изваяние. Слева и справа от него располагалось множество подобных красиво оформленных изваяний, но меньших размеров. У входа в храм возвышалось большое изваяние, ростом с девятилетнего мальчика; это была искусно выполненная медная фигура. На стенах храма с большим мастерством, в тонких красках были нарисованы различные рисунки. На дверях храма были изображены два демона, готовых напасть друг на друга.
Когда династия Мин отправляла дипломатические миссии ко двору эмира Тимура в Самарканде, среди уйгуров-буддистов уже проживало не мало мусульман на территории Кумула (Хами) и Турфана. По сведениям китайского посла Чен Ченг (1365—1457), буддисты и мусульмане говорили на одном тюркском языке, но подразделялись по религиозным и культурным отличиям. К примеру, уйгурские мужчины отращивали свои волосы в длину, когда мусульмане брили свои головы, а уйгурские женщины носили черные накидки, а мусульманки одевались в белые.
Последнее упоминание об уйгурах-немусульман в исламских источниках встречается в записях суфийского служителя конца XVI века Исхака Вали из Самарканда, являвшегося членом братства (тариката) ордена Накшбандия. Здесь он рассказывает о том как один из учеников возглавил торговую миссию из Яркенда в Сучжоу где ему составил компанию местный кади (исламский судья) — Ходжа Абдусаттар чья дочь была тяжело больна. По мольбе своего ученика, Исхак Вали явился из далёкого Яркенда и чудом излечил дочку кади:
«Тем временем» — мы читаем, «около трёх тысяч неверных уйгуров собрались вокруг Ходжы [Абдусаттара], все они стали мусульманами и тайно стали приверженцами его святейшества [Искаха Вали]».

## Войско
Описание могульского войска в битве при Ахси с армией Шейбани-хана (за Ташкент, Джизак, Ферганскую долину и Сайрам). «Шейбани-Наме» (XVI век):
Наступил решительный день. Могольские ханы, приготовив свои войска к бою, стояли в ожидании неприятеля. Под знаменем Алача-хана собрались 10 тыс. калмаков и около 10 тыс. моголов. Во главе другого отряда стоял сам Ханике-хан (Султан Махмуд-хан), с ним находились два сына Алача-хана (Султан Ахмад-хан I) и Бабур с 1000 воинов. Внешний вид могольского войска представлял «диковинное зрелище», «дивоподобные воины» в странных головных уборах и одеждах; кони, покрытые разноцветными попонами и украшенные котасами из «хвостов павших лошадей». Кто был из них из «страны калмаков», кто «уроженцем Турфана», кто «выходцем из Хотана», чьей то «родиной был Иссык-Куль», а кому то «домом приходился могольский Аксу», все они стояли в ожидании приняв боевой порядок.
Тем не менее Бабур в своём труде отмечает то что Султан Ахмад Алача-хан (Младший-хан) прибыл не с 20 000 войском калмаков и могулов, а с около 1 тыс. — 2 тыс. воинами что были «наряжены по-могольски», также вместе с Алача-ханом прибыли его сыновья Султан Саид Хан и Баба-султан, в то время как его старший сын Мансур-хан остался наместником в Уйгуристане.
Одной из важнейших сил в могульской армии составляли киргизы, переселённые в 1327—1329 годах из Алтая и Иртыша в пределы Чагатайского улуса ханом Ильчигидаем, совершившим военный поход против «военачальников киргизских племен» (сердаран-и аквам-и кыргыз) с целью их наказания за регулярные набеги на окраинные владения чагатаидов. В результате этого часть киргизов вошла в состав могулов, позднее став одной из крупнейших сил в Моголистане. Земельные владения киргизов в Моголистане охватывали Алтай и Восточный Казахстан, гранича с Золотой Ордой, что послужило интерпретации части золотоордынских племён в состав киргизов. Предводители киргизов — знатные эмиры Хаджи-бек и Енге-торе играли в Моголистане не меньшую роль, чем дуглаты.

## Государственное устройство
- Хан — глава государства и верховный собственник земли.
- Улусбек (Улусбеги) — высшая административная должность, помощник хана в управлении государством (избирался из рода эмиров племени дуглат, данная должность передавалась по наследству).
- ат, данная должность передавалась по наследству).
- При хане функционировал Совет знати.
- Существовали формы условного землевладения знати, в кочевых районах земля находилась в общинном пользовании.
- Виды повинности — военная, транспортная, трудовая, почтовая и так далее.

## Улусбеги Моголистана
- Пуладчи — глава племени дуглат, улусбеги ханства 1347—1360 гг.
- Худайдад (1353—1433 гг.) — сын Пуладчи, улусбеги ханства 1360—1366, 1390—1425 гг.
- Камар ад-Дин (ум. ок. 1392 г.) — брат Пуладчи, улусбеги ханства 1366—1390 гг.
- Мухаммад-шах Гуркан — сын Худайдада, улусбеги ханства с 1425 г.

## Ханы Моголистана
- Туглук Тимур-хан — первый хан Моголистана 1347—1362/3
- Ильяс Ходжа-хан — хан Моголистана 1362/3—1365/6
- Хизр-Ходжа-хан — хан Моголистана 1365/6—1399
- Шам-и Джахан-хан — хан Моголистана 1399—1408
- Мухаммад-хан I — хан Моголистана 1408—1416
- Шир Мухаммад-хан — хан Моголистана 1416, 1421—1424/5
- Накш-и Джахан-хан — хан Моголистана 1416—1418
- Султан-Увайс-хан — хан Моголистана 1418—1421, 1425—1428
- Эсен Буга-хан — хан Моголистана 1429—1462
- Дуст Мухаммад-хан — хан Моголистана (владел Центральным и Восточным Моголистанами, а также Турфанским округом) 1462—1468
- Кебек-Султан-оглан — хан Турфанского округа 1468—1473
- Йунус-хан — хан Могулистана 1468—1487, с 1458 г. владел Западным Моголистаном.
- Султан-Махмуд-хан I — хан Западного Моголистана 1487—1508
- Султан-Ахмад-хан I (Алача-хан) — хан Восточного Моголистана 1485—1504
- Мансур-хан — хан Турфанского владения 1501—1543, верховный хан Моголистана с 1504, сын Султан-Ахмад-хана I.
- Шах-хан — хан Восточного Моголистана (1543—1570).